# Szilágyi Mariann
Szilágyi Mariann (Budapest, 1969. november 28. –) magyar színésznő. 
A Szerelem első vérig című filmből ismerték meg országosan, amikor még csak 17 éves volt. Olaszországba költözött, és ott is él. A  férje rendőr nyomozó, akitől két gyermeke született. A színészettel felhagyott, kozmetikus végzettséget szerzett és egy szépségszalont vezet. 

## Filmjei
- Szerelem első vérig (1985) …Farkas Ágota
- Akli Miklós (1986)
- Szerelem második vérig (1987) …Farkas Ágota
- Szerelem utolsó vérig (2002) …Farkas Ágota